# کیفیت تلرانس
کیفیت تلرانس یا درجه آی‌تی (به انگلیسی: IT Grade، مخفف   International Tolerance)‏ یک شیوه دسته‌بندی استاندارد برای تلرانس است که در سال ۱۹۳۸ توسط سازمان بین‌المللی استانداردسازی (ایزو) در استاندارد ایزو ۲۸۶ (به انگلیسی: ISO 286) بیان گردیده‌است.

## دسته‌بندی کیفیت‌ها

برای مشخص کردن دقت ابعادی و کیفیت ساخت از ۲۰ دسته عددی استفاده می‌شود که هر کدام برای کاربردی در صنعت مناسب هستند.
این دسته‌ها از {\displaystyle IT01} (کمترین تلرانس و بیشترین دقت) آغاز می‌شود و با {\displaystyle IT18} (بیشترین تلرانس و کمترین دقت) پایان می‌پذیرد.

## روش محاسبه
این روابط، صرفاً فرمول‌هایی تجربی هستند و بر اصول علمی مبتنی نیستند، اما مقداری قابل‌قبول را ارائه می‌دهند. روابط زیر تنها برای قطعات با ابعاد ۱ میلی‌متر تا ۵۰۰ میلی‌متر صادق است.
برای محاسبه تلرانس بر حسب این روابط، ابتدا با دانستن اندازه اسمی قطعه، کران بالا ({\displaystyle D_{M}}) و پائین ({\displaystyle D_{m}}) آن را از جدول یافته و D را محاسبه می‌کنیم. (کران‌های بالا و پائین در جداول به ۱۳ بازه تقسیم شده‌اند) سپس با توجه به کیفیت مورد نیاز، I را پیدا کرده و تلرانس را با کمک آن می‌یابیم.
{\displaystyle I=0.45\cdot {\sqrt[{3}]{D}}+0.001\cdot D}
{\displaystyle D={\sqrt {(D_{M}\cdot D_{m})}}}
- D میانگین هندسی ردیفهای قطری از دامنه اندازه‌های اسمی ({\displaystyle D_{M}} بیشینه و {\displaystyle D_{m}} کمینه) [mm]
- I واحد تلرانس [µm]

| کیفیت  | {\displaystyle IT1}        | {\displaystyle IT0}        | {\displaystyle IT01}       |
| تلرانس | {\displaystyle 0.8+0.020D} | {\displaystyle 0.5+0.012D} | {\displaystyle 0.3+0.008D} |

| کیفیت  | {\displaystyle IT4}                         | {\displaystyle IT3}                         | {\displaystyle IT2}                         |
| تلرانس | {\displaystyle ({\sqrt[{5}]{10}})\cdot IT3} | {\displaystyle ({\sqrt[{5}]{10}})\cdot IT2} | {\displaystyle ({\sqrt[{5}]{10}})\cdot IT1} |

| کیفیت  | {\displaystyle IT18}  | {\displaystyle IT17}  | {\displaystyle IT16}  | {\displaystyle IT15} | {\displaystyle IT14} | {\displaystyle IT13} | {\displaystyle IT12} | {\displaystyle IT11} | {\displaystyle IT10} | {\displaystyle IT9} | {\displaystyle IT8} | {\displaystyle IT7} | {\displaystyle IT6} | {\displaystyle IT5} |
| تلرانس | {\displaystyle 2500I} | {\displaystyle 1600I} | {\displaystyle 1000I} | {\displaystyle 640I} | {\displaystyle 400I} | {\displaystyle 250I} | {\displaystyle 160I} | {\displaystyle 100I} | {\displaystyle 64I}  | {\displaystyle 40I} | {\displaystyle 25I} | {\displaystyle 16I} | {\displaystyle 10I} | {\displaystyle 7I}  |

## کاربرد کیفیت‌های مختلف در صنعت
در جدول زیر به طور خلاصه به کاربردهای اصلی هر سطح کیفیتی اشاره شده‌است.
| کیفیت‌ها      | کاربرد                                                                      |
| ------------ | --------------------------------------------------------------------------- |
| IT01 تا IT5  | - دستگاه‌های اندازه‌گیری دقیق - ابزار دقیق                                    |
| IT5 تا IT7   | - موتورها - ساخت ماشین‌های صنعتی ظریف - ساخت قالب‌های ظریف                    |
| IT8 تا IT9   | - ساخت قالب - ساخت ماشین‌های صنعتی                                           |
| IT10 تا IT11 | - میله و سوراخ با انطباق عبوری                                              |
| IT12 تا IT18 | - فرآیندهای تولیدی که دقت چندان بالایی ندارند - خشن‌کاری - ریخته‌گری - آهنگری |